# Gideon Gaye
Gideon Gaye — второй студийный альбом британской авант-поп группы The High Llamas, изданный в 1994 году на брайтонском лейбле Target. Альбом примечателен тем, что предвосхитил возрождение жанра Easy listening в середине 1990-х годов, на его музыку повлияли Брайан Уилсон, Steely Dan, бразильская боссанова и саундтреки европейских фильмов, и был записан при бюджете в 4000 фунтов. Он был высоко оценён британской прессой. Журнал Q назвал пластинку «лучшим альбомом Beach Boys со времён альбома 1968 года Friends». В США альбом продвигался без промоушена.

## Отзывы
| Оценки критиков | Оценки критиков |
| Источник        | Оценка          |
| --------------- | --------------- |
| AllMusic        | [ 10 ]          |
| The Guardian    | [ 11 ]          |
| Select          | 4/5             |

Скотт Шиндер из Trouser Press написал следующее: «В результате получился домашний, проникновенный арт-поп шедевр, с воздушными аранжировками и великолепными мелодиями в богатых деталями мелодиях — „The Dutchman“, „Checking In, Checking Out“, „The Goat Looks On“ и четырнадцатиминутной „Track Goes By“ — которые обильно цитируют потерянную классику Брайана Уилсона (Smile) без ущерба для нарочито игривой точки зрения О’Хагана». Рецензент Тим Пейдж назвал альбом «пронизанным нежной тоской, которая никогда не становится явной… [альбом] интригует и на чисто формальном уровне. Центральная композиция альбома — „The Goat Looks On“, но весь диск можно описать как исследование создания песни под названием „The Goat Looks On“».
Критик Ричи Унтербергер сказал: «Это впечатляющая работа, которая мало чем отличается от других в мире альтернативного рока середины 90-х. Но это только утверждает О’Хагана и его приятелей в качестве очаровательных подражателей, а не настоящих новаторов». Стив МакГирл из CMJ New Music Monthly написал об альбоме: «Немного академично, возможно; но отказ от Gideon Gaye как от простого ретро удешевляет прекрасную запись и музыку, которая её вдохновила».

## Список композиций
Слова и музыка всех песен — Sean O'Hagan.
| №                   | Название                            | Длительность |
| ------------------- | ----------------------------------- | ------------ |
| 1.                  | «Giddy Strings»                     | 0:27         |
| 2.                  | «The Dutchman»                      | 4:41         |
| 3.                  | «Giddy and Gay»                     | 4:55         |
| 4.                  | «Easy Rod»                          | 2:04         |
| 5.                  | «Checking in, Checking Out»         | 5:45         |
| 6.                  | «The Goat Strings»                  | 2:06         |
| 7.                  | «Up in the Hills»                   | 4:57         |
| 8.                  | «The Goat Looks On»                 | 6:13         |
| 9.                  | «Taog Skool No»                     | 1:36         |
| 10.                 | «Little Collie»                     | 0:44         |
| 11.                 | «Track Goes By»                     | 14:13        |
| 12.                 | «Let's Have Another Look»           | 0:50         |
| 13.                 | «The Goat (Instrumental)» (CD only) | 6:17         |
| Общая длительность: | Общая длительность:                 | 54:48        |

## Чарты
| Чарт (1995)                      | Высшая позиция |
| -------------------------------- | -------------- |
| Великобритания (UK Albums Chart) | 94             |